# Doubleday
Doubleday je americké knižní nakladatelství sídlící v New Yorku. Bylo založeno v roce 1897 pod názvem "Doubleday & McClure Company". Vzniklo partnerstvím Franka Nelsona Doubledaye a vydavatele magazínů Samuela McClure. Jedním z viceprezidentů firmy byl i Theodore Roosevelt.[zdroj?]
Vydává převážně populárně naučné knihy a science fiction. Mezi kmenové autory nakladatelství patřili Rudyard Kipling, W. Somerset Maugham, Joseph Conrad, Isaac Asimov, Herman Melville, Ray Bradbury, Stephen King a Vladimir Nabokov.
Jde o kmenové nakladatelství spisovatele Isaaca Asimova – velmistra sci-fi. Vydalo mj. jeho romány Konec věčnosti, Ani sami bohové, Hvězdy jako prach, Kosmické proudy a další.